# Sembleçay

Sembleçay este o comună în departamentul Indre, Franța. În 1 ianuarie 2022 avea o populație de 101 de locuitori.